# Mobile Suit Gundam: Char's Deleted Affair
Mobile Suit Gundam : Char’s Deleted Affair (機動戦士ガンダム C.D.A., Kidō senshi Gandamu Char’s Deleted Affair) ou Mobile Suit Gundam Char’s Deleted Affair : Wakaki suisei no shōzō (機動戦士ガンダム C.D.A. 若き彗星の肖像, lit. « Mobile Suit Gundam : Char’s Deleted Affair, portrait de la jeune comète »), souvent abrégé en Gundam C.D.A., est un manga de Hiroyuki Kitazume prépublié au Japon dans le magazine Gundam Ace (Kadokawa Shoten).

## Synopsis
Gundam C.D.A. s’inscrit pleinement dans la saga originale de Gundam conçue par Yoshiyuki Tomino : il raconte les aventures de Char Aznable entre la fin de Mobile Suit Gundam et Mobile Suit Zeta Gundam, durant l’Universal Century.
Après l’ultime bataille de la guerre d’indépendance de Zeon durant laquelle Char Aznable achève sa vengeance contre la famille Zabi, ce dernier se réfugie sur l’astéroïde Axis avec les survivants de l’armée, où il fait la connaissance d’Haman Karn, fille de l’ancien gouverneur. Ne sachant quel but donner à sa vie, il refuse de prendre la tête des vestiges de Zeon et confie cette tâche à Haman. Peu à peu, cette dernière, alors attentionnée et insouciante, tombe amoureuse de Char. Mais ce dernier s’inquiète de l’évolution radicale de la pensée de la jeune fille, tout en œuvrant pour contrecarrer les plans belliqueux d’anciens officiers de l’armée de Zeon.
Le but du manga est ainsi d’expliciter le retour de Char sur Terre au sein de la Fédération et la prise de pouvoir d’Haman Karn, future meneuse autoritaire et manipulatrice d’Axis Zeon, ainsi que les relations tortueuses entre ces deux personnages. Paru longtemps après les séries télévisées, le dessin y est aussi très différent.

## Liste des tomes
Édition japonaise publiée par Kadokawa Shoten :
1. Tome 1 (22 novembre 2002)
2. Tome 2 (25 novembre 2003)
3. Tome 3 (26 juillet 2004)
4. Tome 4 (25 décembre 2004)
5. Tome 5 (26 mai 2005)
6. Tome 6 (26 octobre 2005)
7. Tome 7 (25 mars 2006)
8. Tome 8 (26 août 2006)
9. Tome 9 (26 juillet 2007)
10. Tome 10 (26 décembre 2007)
11. Tome 11 (26 juillet 2008)
12. Tome 12 (26 novembre 2008)
13. Tome 13 (26 mai 2009)
14. Tome 14 (26 mars 2010)

## Sources
1. ↑  (en) « Mobile Suit Gundam: C.D.A. », Anime News Network (consulté le 11 février 2011)
2. 1 2  « Char’s Deleted Affair - Portrait de la Jeune Comète », gundam-france.com (consulté le 11 février 2011)
3. ↑  (en) « Mobile Suit Gundam: C.D.A., liste des tomes », Anime News Network (consulté le 11 février 2011)